# IC 2876
IC 2876 ist eine Spiralgalaxie vom Hubble-Typ S im Sternbild Löwe an der Ekliptik. Sie ist schätzungsweise 857 Mio. Lichtjahre von der Milchstraße entfernt und hat einen Durchmesser von etwa 150.000 Lichtjahren.

Im selben Himmelsareal befinden sich u. a. die Galaxien IC 698, IC 699, IC 2867, IC 2879.
Das Objekt wurde am 27. März 1906 vom deutschen Astronomen Max Wolf entdeckt.